# Maira occulta
Maira occulta is een vliegensoort uit de familie van de roofvliegen (Asilidae). De wetenschappelijke naam van de soort is voor het eerst geldig gepubliceerd in 1872 door Frederik Maurits van der Wulp.
De soort werd ontdekt in Nederlands-Indië, onder meer op Salawati en Waigeo.